# راونایا
راونایا (به صربی: Ravnaja) یک منطقهٔ مسکونی در صربستان است که در کروپانگ واقع شده‌است.